# Tomàs Raguer i Fossas
Tomàs Raguer i Fossas (Ripoll, Ripollès, 1861 - Ripoll, Ripollès, 1946) va ser un folklorista i historiador català.
Fill del metge i erudit Eudald Raguer i Batlle, va heretar d'ell l'afecció per la història. Va estudiar farmàcia a Barcelona i es va establir a Ripoll l'any 1889, on exercia d'apotecari. La mort de la seva dona i dels dos fills en menys de cinc anys, el va fer abandonar, a principis del segle xx, l'àmbit farmacèutic i dedicar-se de plè a la seva principal afecció.
Va iniciar la recerca, recopilació i classificació dels documents i llibres dipositats a l'arxiu parroquial de l'església de Sant Pere de Ripoll, situada a la mateixa plaça que el monestir de Santa Maria. D'altra banda, es va dedicar a la recopilació i l'estudi d'objectes i materials diversos relacionats amb la història i el folklore del Ripollès. El 1927 va fundar, juntament amb l'impressor Daniel Maideu i Auguet, la revista Scriptorium, de la que en va ser l'ànima i un dels principals col·laboradors. L'any 1929, amb el folklorista barceloní Rossend Serra i Pagès, el seu cosí, mossèn Josep Raguer i Carbonell, i d'altres estudiosos, va crear l'Arxiu Museu Folklòric de Sant Pere de Ripoll, instal·lat a les golfes de l'església de Sant Pere, que més endavant es convertiria en l'actual Museu Etnogràfic de Ripoll.
Per les seves tasques en pro de la protecció i la investigació del patrimoni, li van ser atorgades la Medalla d'Or del Centre Excursionista de Catalunya, l'any 1934, i la Creu d'Alfons X el Savi el 1944. A Ripoll, porten el seu nom una plaça i una escola pública. L'any 2009, la Colla de gegants i grallers de Ripoll va estrenar un capgròs que el representa.